# Viktor Böll
Viktor Böll (* 9. Oktober 1948 in Köln; † 31. Januar 2009 ebenda) war ein deutscher Kulturschaffender und Leiter des Heinrich-Böll-Archivs.

## Leben
Ein Jahr nach Beginn des Studiums der Germanistik, Soziologie und Theaterwissenschaften in Köln wurde er 1971 der Assistent seines Onkels Heinrich Böll. Nachdem dieser seine gesamten Unterlagen der Stadt Köln als Dauerleihgabe überlassen hatte, übernahm Viktor 1979 die Leitung des Heinrich-Böll-Archivs. In dieser Position setzte er sich bis zu seinem Tod auch als Verfasser und Herausgeber für das Werk des Literaturnobelpreisträgers ein. Er wurde Gründungsmitglied der Heinrich-Böll-Stiftung und des Lew-Kopelew-Forums.
Eigene Werke sind ein Prosaband, die Groteske Visionen und das Theaterstück Abschaffung der Buchstaben, das er zusammen mit Konrad Beikircher schrieb.

## Engagement
- Viktor Böll war u. a. Mitglied des Bürgerkomitees alternative Ehrenbürgerschaft, das in Köln die „alternative Ehrenbürgerschaft“ vergibt.[2]

## Schriften (Auswahl)
- Heinrich Böll. Dt. Taschenbuch-Verl., München 2002, ISBN 3-423-31063-4 (zusammen mit Jochen Schubert)
- Visionen: eine Groteske. Emons, Köln 2001, ISBN 3-89705-231-8
- Fortschreibung: Bibliographie zum Werk Heinrich Bölls. Kiepenheuer und Witsch, Köln 1997, ISBN 3-462-02604-6 (zusammen mit Markus Schäfer)
- Zwischenbericht: zu einer neuen Bibliographie der Werke Heinrich Bölls. Stadtbücherei, Köln 1994, ISBN 3-929578-01-8

- (Hrsg.): Das Heinrich-Böll-Lesebuch. Dt. Taschenbuch-Verl., München 1994, ISBN 3-423-10031-1
- (Hrsg.): Heinrich Böll und Köln. Kiepenheuer und Witsch, Köln 1994, ISBN 3-462-02321-7